# Право и икономика
Право и икономика (или икономически анализ на правото) е подход към правната теория, който прилага методи на икономиката към правото. Той включва употребата на икономически концепции, за да се обяснят ефектите от правото, за да се оцени кои правни решения и правила са икономически ефективни, и да предвиди кои от тях да бъдат обнародвани .

## Отношение към други дисциплини и подходи
Фразата „право и икономика“, както се използва от правистите се отнася до приложението на методи от икономиката към правните проблеми. Заради застъпването между правните системи и политическите системи, някои от въпросите на право и икономика са също разглеждани в политическата икономия, конституционалната икономика и политологията.
Подходи към някои въпроси откъм марксистка и марксическо-теоретична/на Франкфуртската школа перспективи обикновено не се идентифицират специфично като „право и икономика“. Например изследването от членове на движението за критически правни изследвания и това на социология на правото се занимават с много от фундаменталните въпроси, които иначе са етикирани като „право и икономика“.
Крилото, което представлява не-неокласическия подход към „право и икономика“ е част от Континенталната (основно германска) традиция, и то разглежда концепцията, започвайки от Staatswissenschaften подхода и Германската историческа школа по икономика; тази гледна точка е представена в Elgar Companion to Law and Economics (2-ро редактирано издание, 2005) и—заедно с други теми—в European Journal of Law and Economics. Тук съзнателно не-неокласическите подходи към икономиката са използвани, за да анализират правните (и административни/управленски) проблеми.